# Lanfia Camara
 (février 2013).
Lanfia Camara est un footballeur international guinéen né le 3 octobre 1986. Il évolue au poste d'arrière gauche au FC Ganshoren.

## Biographie
Lanfia Camara participe à la Coupe d'Afrique des nations en 2012 et 2015 avec l'équipe de Guinée. La Guinée est éliminée en phase de groupes en 2012 et finit quart-de-finaliste trois ans plus tard.